# Craspedolepta santolinae
Craspedolepta santolinae är en insektsart som beskrevs av Rapisarda 1989. Craspedolepta santolinae ingår i släktet Craspedolepta och familjen rundbladloppor. Inga underarter finns listade i Catalogue of Life.